# Yelena Bogomázova
Yelena Valérievna Bogomázova –en ruso, Елена Валерьевна Богомазова– (Leningrado, URSS, 9 de febrero de 1982) es una deportista rusa que compitió en natación, especialista en el estilo braza.
Ganó una medalla de bronce en el Campeonato Mundial de Natación en Piscina Corta de 2000, seis medallas en el Campeonato Europeo de Natación entre los años 2002 y 2006, y siete medallas en el Campeonato Europeo de Natación en Piscina Corta entre los años 2003 y 2007.

## Palmarés internacional
| Campeonato Mundial en Piscina Corta | Campeonato Mundial en Piscina Corta | Campeonato Mundial en Piscina Corta | Campeonato Mundial en Piscina Corta |
| Año                                 | Lugar                               | Medalla                             | Prueba                              |
| ----------------------------------- | ----------------------------------- | ----------------------------------- | ----------------------------------- |
| 2000                                | Atenas (Grecia)                     | Medalla de bronce                   | 100 m braza                         |
| Campeonato Europeo                  |                                     |                                     |                                     |
| Año                                 | Lugar                               | Medalla                             | Prueba                              |
| 2002                                | Berlín (Alemania)                   | Medalla de bronce                   | 50 m braza                          |
| 2002                                | Berlín (Alemania)                   | Medalla de bronce                   | 100 m braza                         |
| 2004                                | Madrid (España)                     | Medalla de plata                    | 50 m braza                          |
| 2004                                | Madrid (España)                     | Medalla de plata                    | 100 m braza                         |
| 2004                                | Madrid (España)                     | Medalla de bronce                   | 200 m braza                         |
| 2006                                | Budapest (Hungría)                  | Medalla de oro                      | 50 m braza                          |
| Campeonato Europeo en Piscina Corta |                                     |                                     |                                     |
| Año                                 | Lugar                               | Medalla                             | Prueba                              |
| 2003                                | Dublín (Irlanda)                    | Medalla de plata                    | 100 m braza                         |
| 2003                                | Dublín (Irlanda)                    | Medalla de bronce                   | 50 m braza                          |
| 2004                                | Viena (Austria)                     | Medalla de plata                    | 100 m braza                         |
| 2005                                | Trieste (Italia)                    | Medalla de plata                    | 100 m braza                         |
| 2005                                | Trieste (Italia)                    | Medalla de bronce                   | 50 m braza                          |
| 2006                                | Helsinki (Finlandia)                | Medalla de bronce                   | 50 m braza                          |
| 2007                                | Debrecen (Hungría)                  | Medalla de bronce                   | 100 m braza                         |